# IC 2668
IC 2668 је спирална галаксија у сазвјежђу Пехар која се налази на листи објеката дубоког неба у Индекс каталогу.
Деклинација објекта је - 14° 10' 17" а ректасцензија 11h 15m 32,1s. Привидна величина (магнитуда) објекта IC 2668 износи 13,7 а фотографска магнитуда 14,6. IC 2668 је још познат и под ознакама MCG -2-29-15, IRAS 11130-1353, PGC 34333.